# ماساميشي هاياشي
ماساميشي هاياشي (باليابانية: 林 誠道) (4 أبريل 1996 في هيوغو في اليابان – )؛ هو لاعب كرة قدم ياباني سابق كان يلعب كلاعب وسط.

## وصلات خارجية
- ماساميشي هاياشي على موقع رابطة كرة القدم اليابانية للمحترفين (اليابانية)
- ماساميشي هاياشي على موقع قاعدة بيانات كرة القدم.إي يو (الإنجليزية)
- ماساميشي هاياشي على موقع Soccerway.com (الإنجليزية)
- ماساميشي هاياشي على موقع عالم كرة القدم.نت (الإنجليزية)